# Maria Elena Camerin
Maria Elena Camerin (Motta di Livenza, 21 de Março de 1982) é uma tenista profissional italiana, seu melhor ranking em simples é N. 41, e em duplas 42.